# تاريخ الرياضة الكندية

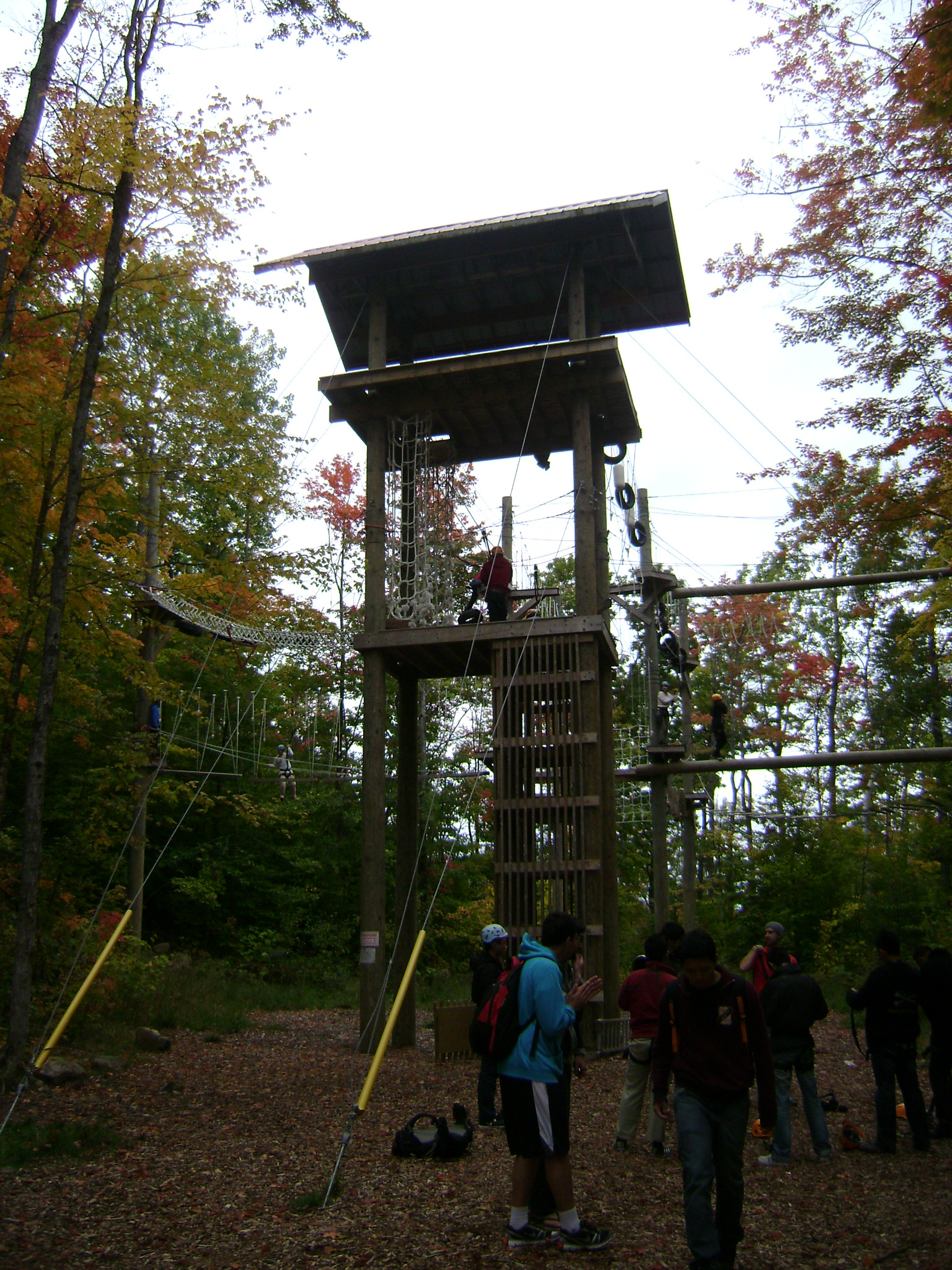
أحد الرياضات الكندية على شكل نشاط ترفيهي

يندرج تاريخ الرياضة الكندية في خمس مراحل من التطور: الأنشطة الترفيهية المبكرة قبل عام 1840؛ وبدء المسابقات المنظمة، 1840-1880؛ وظهور المنظمات الوطنية، 1882-1914؛ والنمو السريع للرياضة على صعيدي الهواة والمحترفين، 1914 إلى 1960؛ وتطورات نصف القرن الماضي. تتمتع بعض الألعاب الرياضية، وخاصة الهوكي واللاكروس والكيرلنغ، بسمعة دولية على أنها رياضات ذات طابع كندي بامتياز.
تجتذب الرياضات الكندية أعدادًا كبيرة من المشاركين وجمهورًا اضخمًا؛ أصبح الهوكي، الذي يلعبه 1.4 مليون كندي، جزءًا من الهوية الوطنية. غالباً ما تنطوي الرياضات الجماعية على المراهنات غير الرسمية. تعلّقت المراهنات الأكبر والأكثر رسمية بالإضافة إلى مسابقات الجوائز بسباق الخيل والملاكمة. تتمثل الرياضات الجماعية الرئيسية في القرن الحادي والعشرين في الهوكي والبيسبول والكرة اللينة وكرة القدم وكرة السلة. تتنافس النساء، اللواتي تعرضن للتهميش في فترة ما، الآن بفعالية في معظم هذه الألعاب الرياضية؛ احتفلت الأمة بالرياضيين الأولمبيين من أصحاب الميداليات. كما هو الحال في العديد من الدول الحديثة، تشمل التحديات التي واجهتها الرياضة في العقود الأخيرة العنف والعنصرية والاستخدام غير المشروع للعقاقير والاستهزاء بالنساء وعدم تكافؤ الأجور بين الرياضيين المحترفين بشكل متزايد والتكلفة المرتفعة لإنشاء الملاعب النموذجية الحديثة. تتعارض هذه المشاكل مع القيم الأساسية للرياضة بما في ذلك الصحة الشخصية والعمل الجماعي والسعي من أجل تحمل المسؤولية والولاء والمساواة والفوز والسرور والحرية.
لطالما حازت الرياضات الفردية على مكانة هامة، بما في ذلك التزلج والتزحلق على الثلج والغولف والتجديف والسباحة وسباقات المضمار والميدان؛ تزايد الاهتمام في السنوات الأخيرة بالرياضات الأكثر «عُنفًا» مثل التزلج على الثلوج والتزلج باستخدام الزلاجات وتسلق الجبال.

## المنشأ
جلب المهاجرون رياضاتهم المفضلة، وكثيراً ما قاموا بتعديلها لتتكيف مع البيئة الثلجية. يمكن ملاحظة تأثير ألعاب الأمم الأولى خاصة في تطور اللاكروس. نقل الضباط والجنود والمسؤولون الملكيون البريطانيون والمهاجرون البريطانيون العاديون أيضًا ألعابًا مثل كرة القدم والرغبي والكيرلنغ والكريكيت؛ جلب البحارة مسابقات التجديف. اعتبر البريطانيون هذه الرياضات وسيلة لتخفيف الملل في المواقع البعيدة، وبصورة أعمّ تعزيز روح الفريق، والصحة الجيدة، والصلابة، والرجولة؛ كانت بديلاً راقيًا «للرياضات الدموية»، مثل مصارعة الديوك أو مصارعة الثيران أو اصطياد الدببة.

### الأمم الأولى
يوضح باراشاك مقاربتين لتاريخ الأمريكيين الأصليين الرياضي. في ناحية ما، يوجد تاريخ لرياضيي الأمم الأولى الذين لعبوا ضمن التيار السائد الأوروبي-الأمريكي. تشمل الموضوعات المهمة قضايا العنصرية والاستغلال والتشويه العرقي. ثانياً، يوجد تاريخ للألعاب الرياضية بين السكان الأصليين، وخاصة تاريخ اللاكروس وكذلك الألعاب الأخرى. لعبت القبائل المختلفة (وراهنت على) سباقات التوبوغان، وسباقات أحذية الثلوج، وسباقات قوارب التجديف وكذلك أحداث الرماية والمصارعة ورمي الرمح والجري. قدموا أنشطة ترفيهية للمجتمع وطريقة لصقل مهارات البقاء الأساسية، بما في ذلك القدرة على تحمل الألم والمشقة.

### بدايات الرياضة المنظمة
يعود تاريخ بدايات الرياضة المنظمة في كندا إلى سبعينيات القرن السابع عشر، وغالبًا ما ظهرت في سباق الخيول ضمن الثكنات العسكرية البريطانية، والكيرلنغ في المستوطنات الإسكتلندية، واللاكروس بين الهنود. ربما كان المجدفون الكنديون الذين فازوا بالعديد من البطولات الدولية أول من اشتهر في المجال الرياضي.

### التأثيرات الثقافية للرياضة
تأثر الكنديون الفرنسيون بحلول عام 1700 بالثقافة الأصلية لدرجة أنهم بدأوا في تقييم أنفسهم ورجولتهم أمام نظرائهم من السكان الأصليين من خلال التنافس ضدهم في أنشطة مثل التجديف وسباقات أحذية الثلوج وسباقات التوبوغان ورياضة اللاكروس الجماعية. بناءً على هذا المزيج من التقاليد الفرنسية والأصلية، لم يُظهر الكنديون الفرنسيون ذكائهم وهويتهم من خلال الرياضة فحسب، بل نمّوا أيضًا شعورًا بالهوية الوطنية يتناقض بشكل حاد مع روح الأنجلو الرياضية لدى السادة البرجوازيين خلال العصر الفيكتوري.
يتناول قسم كبير من التأريخ الكندي للتربية الرياضية العلاقة بين التعليم الرياضي وبناء الهوية الوطنية. يدرس هودون (2005) تاريخ التعليم الرياضي من عام 1870 إلى عام 1940 في المدارس الكلاسيكية في كيبيك للبنين من سن 11 إلى 18 عامًا. وقد وجد تأثيرًا للبيداغوجيا الدينية على التعليم الرياضي، بحجة أنه عزز روحانية كاثوليكية مع إضفاء مسحة ذكورية.
في كندا الناطقة بالإنجليزية، حققت المثل العليا للمؤلف والمصلح الإنجليزي توماس هيوز تأثيرًا قويًا، لا سيما على النحو الموضح في كتاب الأيام الدراسية لتوم براون (1857). كان لمفاهيم هيوز القائلة بأن الروح الرياضية تجسد التعليم الأخلاقي وتوفر تدريبًا للمواطنة، تأثير قوي على المجتمع الرياضي الكندي. على الرغم من الروح التجارية وتكريم الرياضيين ذوي الأداء العالي، واصلت المبادئ التي طرحها هيوز للاشتراكية المسيحية التأثير على البرامج الرياضية للشباب. خارج نطاق الرياضة، أثرت الأجندة الاجتماعية والأخلاقية التابعة للمسيحية القوية على العديد من حركات الإصلاح، وبالتالي ربطتها باليسار السياسي في كندا، على عكس سمعة اليمين في أجزاء أخرى من العالم.
بدأ الكنديون في القرن التاسع عشر بالاعتقاد بأنهم يمتلكون «شخصية شمالية» فريدة من نوعها، بسبب الشتاء الطويل القاسي الذي لا يسمح إلا لأصحاب الأجساد والعقول القوية بالبقاء. اعتُبرت هذه الصلابة بمثابة صفة كندية، وعكست الرياضات مثل هوكي الجليد والتزلج بأحذية الثلوج هذه الصلابة، اعتبرت هذه الرياضات بمثابة رياضات ذات صبغة كندية بامتياز. خارج حلبات الرياضة، يعبّر الكنديون عن السمات الوطنية المتمثلة في كونهم مسالمين ومنظمين ومهذبين. أما داخل الحلبات، يصرخون من أعماقهم في ألعاب هوكي الجليد، ويهتفون للسرعة والضراوة والعنف، جاعلين من الهوكي رمزًا غامضًا لكندا.

## الجماهير الرياضية
تميزت المدن الكبرى بإمكانية حشد جمهور كبير مستعد للدفع. كانت المشكلة هي توفير وسائل النقل الرخيصة للأشخاص الذين لا يعيشون في أماكن قريبة. ظهر الحل في استخدام البواخر، والسكك الحديدية والترام في وقت لاحق لتنظيم جداول رحلات خاصة لجلب المشجعين إلى مواقع الأحداث الرياضية البعيدة. في وقت مبكر من ثلاثينيات القرن الماضي، قامت البواخر برحلات خاصة إلى أماكن سباقات الخيول. بحلول ستينيات القرن التاسع عشر، وُجدَت قطارات أو بواخر خاصة لنقل المشجعين إلى مسابقات التجديف، ومسابقات المضمار والميدان، وسباقات الدراجات، وغيرها من المسابقات.
ظهرت لعبة البيسبول في سبعينيات القرن التاسع عشر، باعتبارها لعبة غير عنيفة وذات قواعد، جذبت الإصلاحيين من الطبقة الوسطى ممن بحثوا عن علاج للجريمة والقسوة والاضطراب الاجتماعي. على أي حال، عندما ظهرت لعبة البيسبول الاحترافية في الثمانينات من القرن الماضي، ظهر السلوك الجامح للاعبين والمشجعين بشكل يتناقض مع قيم الإصلاحيين الهادفة لإقامة لعبة للسادة المحترمين الذين يلعبون أمام جمهور حسن السلوك. أصبحت المقامرة سمة رئيسية، وكذلك بروز اللاعبين من الطبقة العاملة والمشجعين الصاخبين من الطبقة العاملة. كان الحل الوحيد الذي وجده المصلحون هو فصل بيسبول السادة النخبويين الهواة عن النسخة الاحترافية التي خرجت عن نطاق السيطرة.
على الرغم من امتلاك العديد من المدن والبلدات الصغيرة فرقًا محلية خاصة بها، فإن السكان قد أولوا اهتمامًا خاصًا للاعبين المشهورين في الفرق القوية التابعة للمدن الكبرى. أتاحت التكنولوجيا المتقدمة في التلغراف والراديو والتلفزيون التغطية المباشرة للمباريات الكبرى، وتوفيرها غالبًا للتجمعات العامة أو المطاعم أو الحانات. كان من المؤكد تغطية مزيد من التفاصيل في صحيفة اليوم التالي، مع مواكبتها للاهتمامات المحلية، والمراهنات بصورة يومية. عزّزت المشاركة غير المباشرة كمشجع لفريق معين الشعور بالانتماء للأمة الكندية وثقافتها الشعبية السريعة التطور.

### التمويل
ساهمت الفعاليات الرياضية الاحترافية في العقود الأخيرة بتمويل واسع النطاق لإنشاء الملاعب. يشجع الاهتمام الكبير بالفرق داخل مجتمع ما والذي يظهر جليًّا لدى القاعدة الجماهيرية لهذه الفرق القيادة السياسية على الاستثمار بكثافة في تقديم الإعانات العامة لإقامة ملاعب جديدة. يوجد تأثير «لشهر العسل» ينتج عنه زيادة في الحضور في السنوات القليلة الأولى من إنشاء الملاعب الجديدة. في حقبة 1972-2003، تجسّد تأثير شهر العسل للملاعب الجديدة الرئيسية في الهوكي والبيسبول وكرة السلة في زيادة بنسبة 15-20% في السنوات القليلة الأولى. ينتهي تأثير شهر العسل بعد 5 إلى 8 سنوات من إنشاء الملعب.

### الإعلام
مع ظهور الصحافة اليومية ذات الشعبية في جميع المدن الكندية في أواخر القرن التاسع عشر، تمكنت هذه الصحف من توسيع شريحة قرّائها من خلال التغطية التفصيلية للأحداث الرياضية المحلية والوطنية. طور القرّاء شعورًا بالفخر بالمجتمع، مع إشراكهم أيضًا في «عالم الرياضة» الوطني والدولي. قدم التلغراف تغطية شبه مباشرة للأحداث. اكتشف المشجعون المحليون وعلى الرغم من المسافات الشاسعة التي تفصلهم عن الكنديين الآخرين، أنهم كانوا جزءًا من جمهور وطني مشترك إذ تابعوا جميعهم نجاحات وخيبات فرق الهوكي والبيسبول الكندية والأمريكية وكذلك الرياضات مثل التجديف والملاكمة.

## البُنى التحتية التنظيمية
في أوائل القرن العشرين، أنشأت الرياضات الكبرى منظمات وطنية تطوعية لتتولّى صلاحياتها؛ بحلول عام 1914 كان هناك 20 هيئة إدارية. بحلول عام 1919، تولّى اتحاد هواة ألعاب القوى في كندا (AAU) زمام القيادة وأمّن اعترافًا دوليًا. شجع اتحاد هواة ألعاب القوى في كندا على المشاركة في الألعاب الأولمبية. نظرت جميع الهيئات الإدارية إلى الرياضة كأرضية مناسبة لتمكين المواطنة المنتجة، والانتماء للنظام الاجتماعي، والقومية الإنجليزية الكندية. كافح الاتحاد ضد التحول نحو الاحترافية من خلال «البرلمان الكندي للرياضة». ومع ذلك، في ثلاثينيات القرن العشرين، انقسم قادة الهواة على مضض حول مسألة إنشاء ميثاق تحرري للهواة، إذ خرجت رياضات الهوكي على الجليد وكرة السلة واللاكروس من اتحاد هواة ألعاب القوى في كندا. بحلول عام 1939، قُلّصت صلاحيات اتحاد هواة ألعاب القوى في كندا إلى ألعاب المضمار والميدان وغيرها من الرياضات الأولمبية الفردية. انفصلت أيضًا الرابطة الأولمبية الكندية عام 1948.
من عام 1909 حتى عام 1967، تحكمت الجمعية الكندية لألعاب المضمار والميدان (C.T.F.A) في ألعاب المضمار والميدان. والتي عملت تحت مظلة اتحاد هواة ألعاب القوى في كندا. في عام 1968، انفصل (C.T.F.A) عن اتحاد هواة ألعاب القوى في كندا. حُلّ اتحاد هواة ألعاب القوى في كندا في أوائل سبعينيات القرن الماضي إذ مضت جميع الاتحادات الوطنية في مختلف الألعاب الرياضية بطريقها الخاص. في عام 1991. غير (C.T.F.A) اسمه إلى ألعاب القوى في كندا.